# 弗特爾 (明尼蘇達州)
弗特爾（英語：Fertile，/ˈfɜːrtɪl/ FUR-til）是一個位於美國明尼蘇達州波爾克縣的城市。

## 歷史
弗特爾因大部份定居者皆來自愛荷華州的弗特爾而得名。弗特爾的郵局自1881年起營運至今。

## 人口
根據2020年美國人口普查的數據，弗特爾的面積為5.38平方千米，皆為陸地。當地共有人口804人，而人口密度為每平方千米149人。